# Gleditsia rolfei
Gleditsia rolfei là một thực vật họ Đậu (Fabaceae).
Loài này chỉ có ở bán đảo Hằng Xuân miền nam Đài Loan.
Chúng hiện đang bị đe dọa vì mất môi trường sống.